# Снегуровское сельское поселение
Снегуровское се́льское поселе́ние — сельское поселение в Черниговском районе Приморского края.
Административный центр — село Снегуровка.

## История
Статус и границы сельского поселения установлены Законом Приморского края от 11 октября 2004 года № 146-КЗ «О Хорольском муниципальном районе»

## Население
| 2008  | 2010  | 2011  | 2012  | 2013  | 2014  | 2015  |
| ----- | ----- | ----- | ----- | ----- | ----- | ----- |
| 1494  | ↘1363 | ↘1360 | ↘1325 | ↘1321 | ↘1287 | ↘1267 |
| 2016  | 2017  | 2018  | 2019  | 2020  | 2021  |       |
| ↘1240 | ↘1219 | ↘1189 | ↘1148 | ↘1103 | ↘1095 |       |

## Состав сельского поселения
В состав сельского поселения входят 4 населённых пункта:
| № | Населённый пункт | Тип населённого пункта       | Население |
| - | ---------------- | ---------------------------- | --------- |
| 1 | Абражеевка       | село                         | ↗234      |
| 2 | Вассиановка      | село                         | ↘477      |
| 3 | Калёновка        | село                         | ↗29       |
| 4 | Снегуровка       | село, административный центр | ↘623      |

## Местное самоуправление
Администрация
Адрес: 692395, с. Снегуровка, ул. Парковая, 23. Телефон: 8 (42351) 26-5-61
Глава администрации
- Скоробач Владимир Викторович